# Jacques de Tourreil

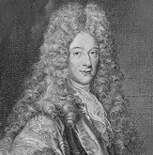
Jacques de Tourreil

Jacques de Tourreil (18 de noviembre de 1656 - 11 de octubre de 1714), fue un abogado y hombre de letras francés, nacido en Toulouse y fallecido en París. Fue elegido miembro de la Academia Francesa en 1692, para ocupar el asiento número 40.

## Datos biográficos
Autor de traducciones de Demóstenes y de ensayos de jurisprudencia, fue elegido miembro de la Academia Real de inscripciones y de medallas en 1691, de la Academia Francesa en 1692 y de la Academia de los Juegos Florales en 1694. Habiendo participado en la redacción del primer Diccionario de la Lengua Francesa elaborado por la Academia, fue el encargado de hacer la presentación en la corte del rey Luis XIV de Francia el 24 de agosto de 1694 pronunciando para ello no menos de treinta discursos. El rey respondió a la delegación de académicos: « Señores, he aquí una obra que ha sido esperada por largo tiempo. Por el hecho de que tanta gente hábil ha participado, no dudo que sea muy bella y útil para la lengua francesa »
Las Obras de Jacques de Tourreil fueron reunidas y publicadas en dos volúmenes por Guillaume Massieu en 1721.